# Somaloniscus simonettai
Somaloniscus simonettai är en kräftdjursart som först beskrevs av Franco Ferrara 1971.  Somaloniscus simonettai ingår i släktet Somaloniscus och familjen Eubelidae. Inga underarter finns listade i Catalogue of Life.